# Agyriales
De Agyriales vormden een voormalige orde van Lecanoromycetes uit de subklasse van Ostropomycetidae.

## Taxonomie
De taxonomische indeling van de Agyriales was als volgt:
Orde: Agyriales 
- Familie: Agyriaceae, heringedeeld naar de orde Pertusariales
- Familie: Anamylopsoraceae, heringedeeld naar de familie Baeomycetaceae
- Familie: Elixiaceae, heringedeeld naar de orde Umbilicariales